# Emmering (powiat Fürstenfeldbruck)
Emmering – miejscowość i gmina w Niemczech, w kraju związkowym Bawaria, w rejencji Górna Bawaria, w regionie Monachium, w powiecie Fürstenfeldbruck. Leży około 3 km na wschód od Fürstenfeldbruck, nad rzeką Amper, przy drodze B2, B471.

## Demografia
Dane o ludności z 31 grudnia 2008:
| Opis                                | Ogółem | Ogółem | Kobiety | Kobiety | Mężczyźni | Mężczyźni |
| ----------------------------------- | ------ | ------ | ------- | ------- | --------- | --------- |
| Jednostka                           | osób   | %      | osób    | %       | osób      | %         |
| Populacja                           | 5929   | 100    | 2982    | 50,3    | 2947      | 49,7      |
| Wiek przedprodukcyjny (0–17 lat)    | 1022   | 17,24  | 513     | 8,65    | 509       | 8,58      |
| Wiek produkcyjny (18–65 lat)        | 3722   | 62,78  | 1865    | 31,46   | 1857      | 31,32     |
| Wiek poprodukcyjny (powyżej 65 lat) | 1185   | 19,99  | 604     | 10,19   | 581       | 9,8       |

## Polityka
Wójtem gminy jest Michael Schanderl z FW, rada gminy składa się z 20 osób.
|      | CSU | SPD | FW | Razem |
| 2008 | 8   | 2   | 10 | 20    |
| 2002 | 8   | 3   | 9  | 20    |